# D.E.B.S. - Spie in minigonna
D.E.B.S. - Spie in minigonna è un film commedia d'azione americano del 2004 scritto e diretto da Angela Robinson. Si tratta di una versione lungometraggio dell'omonimo cortometraggio della Robinson del 2003, e segue la relazione tra la spia in formazione Amy Bradshaw e la supercriminale Lucy Diamond. D.E.B.S. è stato un flop al botteghino.

## Trama
Nel SAT, il test attitudinale usato per l'ammissione ai college degli Stati Uniti, vi è un test segreto che determina l'attitudine allo spionaggio. Le donne che ottengono un punteggio elevato nel test vengono reclutate nel D.E.B.S. (Discipline, Energy, Beauty, Strength - Disciplina, Energia, Bellezza, Forza), un'accademia paramilitare clandestina. Quattro D.E.B.S. — il caposquadra Max, l'ingenua Janet, la promiscua Dominique e Amy, che sogna di frequentare la scuola d'arte nonostante sia la migliore recluta dell'accademia — sono incaricate da Ms. Petrie e Mr. Phipps, i capi della D.E.B.S., di sorvegliare Lucy Diamond. Diamond è una famigerata supercriminale, nota per le sue operazioni, furti, un presunto tentativo di affondare l'Australia, oltre a presumibilmente uccidere tutti gli agenti che l'affrontano. Amy in particolare è interessata a Lucy perché sta scrivendo una tesi di laurea su di lei. Si ritiene che Lucy stia incontrando un'assassina russa Ninotchka Kaprova. A loro insaputa, Lucy è una donna piuttosto nevrotica, che ha difficoltà ad aprirsi alle persone. Il suo incontro con Ninotchka è infatti un appuntamento al buio.
Nel frattempo, Amy ha da poco rotto con il suo invadente e dispotico ragazzo, Bobby, un altro agente. Le D.E.B.S. osservano l'appuntamento tra Lucy e Ninotchka e vengono interrotte da Bobby, che è al loro stesso appostamento, con diverse agenzie di intelligence che osservano anche Lucy. Lucy ha problemi a connettersi con Ninotchka e cerca di annullare l'appuntamento. Amy litiga con Bobby, chiedendo risposte sulla loro rottura, che cattura l'attenzione di Lucy. Scoppia una sparatoria e Lucy fugge mentre viene inseguita dalle D.E.B.S. Lucy si ritrova in una situazione di stallo con Amy, riguardo alla fine per avere una conversazione amichevole, di cui Amy informa Lucy. Lucy fugge quando l'attenzione di Amy vacilla e le D.E.B.S. lodano Amy per essere stata l'unica persona ad aver mai affrontato Lucy ed essere sopravvissuta.
Lucy prende subito in simpatia Amy e, contro il consiglio del suo amico e scagnozzo, Scud, si intrufola nel dormitorio di Amy. Lucy inizialmente dice che vuole aiutare Amy nella sua tesi, ma finisce per costringerla ad unirsi a lei in un nightclub, insieme a Janet, che vede Lucy parlare con Amy. Durante questo viaggio, Lucy e Amy si avvicinano e parlano delle loro vite e relazioni. Lucy chiarisce anche che la morte degli agenti inviati a darle la caccia è stata un caso. Anche Janet e Scud fanno amicizia. Quando le due si aprono l'un l'altra, Lucy e Amy stanno per baciarsi, ma vengono interrotti da Janet.
Successivamente, Amy viene promossa a caposquadra, sostituendo Max, e questo provoca una grande gelosia in quest'ultima. La signora Petrie ha intenzione di utilizzare l'incontro di Amy con Lucy per aumentare l'immagine e la reputazione di D.E.B.S. . Amy esita a parlare del suo incontro a causa dei suoi crescenti sentimenti per Lucy. Le D.E.B.S rispondono ad una rapina in banca orchestrata e fatta da Lucy, sperando così di rivedere Amy. Quando Lucy e Amy sono sole, le due si baciano e Lucy convince Amy a scappare con lei. Le D.E.B.S. presumono che Amy sia stata rapita e organizzano una caccia all'uomo a livello nazionale per trovarla. Nel frattempo, Lucy e Amy si divertono ad avere una vera relazione l'una con l'altra, mentre Janet le copre (e sviluppa anche dei sentimenti per Scud, con cui intrattiene una corrispondenza segreta).
Sulla base di un suggerimento di una gelosa Ninotchka, le D.E.B.S. e Bobby trovano Amy e Lucy mentre stanno facendo sesso. Quando Amy torna all'accademia, la signora Petrie si prepara ad esiliare Amy, ma Max la convince ad affermare che ad Amy è stato fatto il lavaggio del cervello per proteggere la loro reputazione. Amy diventa depressa quando è costretta ad andare avanti con la storia, e Bobby cerca di costringere Amy a tornare insieme a lui. Quando Lucy cerca di rivedere Amy, Amy è costretta a rifiutarla. Nel frattempo, Lucy si rende conto che non è contenta della sua vita criminale. Nel tentativo di riconquistare Amy, Lucy restituisce tutto ciò che ha rubato e volta pagina pubblicamente.
Durante il ballo di fine anno delle D.E.B.S., Amy viene fatta D.E.B. dell'anno, e deve pronunciare un discorso in cui deve denunciare Lucy. Janet parla con Dominique e Max, che iniziano a rendersi conto di quanto Amy sia infelice. Lucy si infiltra nell'accademia durante il ballo. Quando Bobby lo scopre, ha intenzione di rintracciarla ed ucciderla. Lucy elude Bobby solo per ascoltare il discorso di Amy sulla sua esperienza come prigioniera di Lucy. Quando Amy e Lucy si incontrano, Amy si rimangia tutto il suo discorso e corre fuori dal palco per stare con Lucy. Petrie, Bobby e il resto dell'accademia cercano di rintracciarle, quando Lucy e Amy vengono messe all'angolo da Max, Janet e Dominique. Su insistenza di Amy, danno la loro benedizione a Lucy e Amy e permettono loro di fuggire. Lucy e Amy se ne vanno nella notte, la testa l'una sulla spalla dell'altra.

## Accoglienza

### Critica
D.E.B.S.  ha avuto recensioni di vario tenore; la critica principale ricevuta è che il materiale sembra quasi stirato per riuscire a raggiungere la lunghezza di un lungometraggio, ed è caratterizzato da una recitazione ed una regia di scarso valore. È considerato il punto di forza la capacità del film di intrattenere e variare senza annoiare.

### Incassi
D.E.B.S. non ha avuto una larga distribuzione, arrivando a malapena a riempire 45 cinema. Dopo 21 giorni l'incasso ammontava ad appena 97446 $

## Personaggi

### Max
In principio era il capo della squadra, e la miglior amica di Amy, ma quando Amy affronta Lucy e tutti lo scoprono viene nominata al suo posto, lei si arrabbia soprattutto perché sostiene che l'altra non sia adatta al ruolo.

### Amy
All'inizio del film Amy si sta separando dal suo fidanzato Bobby, quando poi incontra Lucy Diamond se ne innamora mettendo a serio rischio la sua permanenza nelle DEBS, ma dopo decide di scappare via con lei a Barcellona, per sempre.